# Мостовский район (Краснодарский край)
Мосто́вский райо́н — административно-территориальная единица и муниципальное образование (муниципальный район) в составе Краснодарского края России. 
Административный центр — посёлок городского типа Мостовской.

## География
Граничит с республикой Адыгея — 197,5 км, с Лабинским районом — 40 км, с Карачаево-Черкесией — 87,5 км, с независимой Республикой Абхазия — 8,5 км, с городом-курортом Сочи — 42.5 километров.
На территории Мостовского района расположена большая часть Кавказского биосферного заповедника. С географической точки зрения здесь альпийский пояс. В районе находится наивысшая точка Краснодарского края — гора Цахвоа (3345 м).

## История
- Район образован 2 июня 1924 года под названием Мостовской в составе Майкопского округа Юго-Восточной области с центром в селе Мостовое. В его состав вошла часть территории упраздненного Майкопского отдела Кубано-Черноморской области.

Первоначально район включал в себя 15 сельских советов: Андрюковский, Баговский, Баракаевский, Беноковский, Бугунжа, Губский, Костромской, Мостовской, Переправненский, Псебайский, Соленый, Хамкетинский, Чернореченский,Шедокский.
- С 16 ноября 1924 года район в составе Северо-Кавказского края.
- С 12 февраля 1928 по 31 декабря 1934 район был упразднен, его территория входила в состав Лабинского района.
- С 13 сентября 1937 года Мостовской район в составе Краснодарского края.
- 21 августа 1939 года Ахметовский, Гофицкий, Каладжинский и Отважный с/с были переданы из Мостовского района в Упорненский район.
- 7 декабря 1944 года район был разукрупнён, из него был выделен Псебайский район с центром в посёлке Псебай.
- 22 августа 1953 года Мостовской район был упразднен, его территория разделена между Псебайским и Ярославским районами.
- 28 апреля 1962 года Псебайский и Ярославский районы переданы в состав Лабинского района.
- 21 февраля 1975 года Указом Президиума Верховного Совета РСФСР за счёт части территории Лабинского района был вновь образован Мостовский район с центром в рабочем посёлке Мостовском.
- В 1993 году была прекращена деятельность сельских Советов, территории сельских администраций преобразованы в сельские округа.
- В 2005 году в муниципальном районе были образованы 2 городских и 12 сельских поселений.

## Население
| 1939    | 1979    | 1989    | 2002    | 2010    | 2011    | 2012    | 2013    | 2014    |
| ------- | ------- | ------- | ------- | ------- | ------- | ------- | ------- | ------- |
| 55 089  | ↗62 397 | ↗65 368 | ↗72 660 | ↘71 178 | ↘71 110 | ↘70 844 | ↗70 867 | ↘70 759 |
| 2015    | 2016    | 2017    | 2018    | 2019    | 2020    | 2021    | 2023    | 2025    |
| ↘70 623 | ↘70 620 | ↘70 468 | ↘70 050 | ↘69 970 | ↘69 719 | ↘69 325 | ↘68 671 | ↘67 846 |

Население района на 01.01.2006 года составило 71 753 человека. Из них 50,3 % — городские жители и 49,7 % — сельские жители. Среди всего населения мужчины составляют — 46,8 %, женщины — 53,2 %. Женского населения фертильного возраста — 18 326 человек (48,0 % от общей численности женщин). Дети от 0 до 17 лет — 15701 человек (21,9 % всего населения), взрослых — 55 052 человека (78,1 %). В общей численности населения 42 083 (58,6 %) — лица трудоспособного возраста, 22,9 % — пенсионеры.
Национальный состав
По итогам переписи населения 2020 года проживали следующие национальности (национальности менее 0,1 % и другое см. в сноске к строке «Другие»):
| Национальность | Численность, чел. | Доля     |
| -------------- | ----------------- | -------- |
| Русские        | 66 143            | 95,41 %  |
| Армяне         | 611               | 0,88 %   |
| Украинцы       | 261               | 0,38 %   |
| Цыгане         | 176               | 0,25 %   |
| Адыгейцы       | 110               | 0,16 %   |
| Азербайджанцы  | 85                | 0,12 %   |
| Татары         | 75                | 0,11 %   |
| Грузины        | 70                | 0,10 %   |
| Другие         | 1794              | 2,59 %   |
| Итого          | 69 325            | 100,00 % |

## Административно-муниципальное устройство
В рамках административно-территориального устройства края, Мостовский район включает 12 сельских округов и 2 посёлка городского типа (поселковых округа).
В рамках организации местного самоуправления в Мостовский район входят 14 муниципальных образований нижнего уровня, в том числе 2 городских и 12 сельских поселений:
| №  | Муниципальное образование          | Административный центр             | Количество населённых пунктов | Население | Площадь, км² |
| -- | ---------------------------------- | ---------------------------------- | ----------------------------- | --------- | ------------ |
| 1  | Мостовское городское поселение     | посёлок городского типа Мостовской | 6                             | ↘26 428   | 121,80       |
| 2  | Псебайское городское поселение     | посёлок городского типа Псебай     | 5                             | ↘10 867   | 836,58       |
| 3  | Андрюковское сельское поселение    | станица Андрюки                    | 2                             | ↗4089     | 248,68       |
| 4  | Баговское сельское поселение       | станица Баговская                  | 4                             | ↘1544     | 1067,44      |
| 5  | Беноковское сельское поселение     | село Беноково                      | 1                             | ↗1804     | 106,73       |
| 6  | Бесленеевское сельское поселение   | станица Бесленеевская              | 1                             | ↘1378     | 154,30       |
| 7  | Губское сельское поселение         | станица Губская                    | 3                             | ↘4171     | 245,92       |
| 8  | Костромское сельское поселение     | станица Костромская                | 2                             | ↘1698     | 103,29       |
| 9  | Краснокутское сельское поселение   | посёлок Восточный                  | 3                             | ↗1631     | 96,72        |
| 10 | Махошевское сельское поселение     | станица Махошевская                | 1                             | ↘1574     | 234,92       |
| 11 | Переправненское сельское поселение | станица Переправная                | 5                             | ↘3357     | 114,59       |
| 12 | Унароковское сельское поселение    | село Унароково                     | 2                             | ↘2273     | 145,37       |
| 13 | Шедокское сельское поселение       | село Шедок                         | 2                             | ↘2897     | 85,80        |
| 14 | Ярославское сельское поселение     | станица Ярославская                | 2                             | ↘4960     | 136,87       |

### Населённые пункты
В Мостовском районе 39 населённых пунктов, в том числе два посёлка городского типа и 37 сельских населённых пунктов:
| №  | Населённый пункт | Тип                     | Население | Муниципальное образование          |
| -- | ---------------- | ----------------------- | --------- | ---------------------------------- |
| 1  | Мостовской       | посёлок городского типа | ↘25 365   | Мостовское городское поселение     |
| 2  | Псебай           | посёлок городского типа | ↘10 473   | Псебайское городское поселение     |
| 3  | Андрюки          | станица                 | ↘2779     | Андрюковское сельское поселение    |
| 4  | Баговская        | станица                 | ↘1272     | Баговское сельское поселение       |
| 5  | Баракаевская     | станица                 | ↘734      | Губское сельское поселение         |
| 6  | Беноково         | село                    | ↗1804     | Беноковское сельское поселение     |
| 7  | Бесленеевская    | станица                 | ↘1378     | Бесленеевское сельское поселение   |
| 8  | Бугунжа          | посёлок                 | ↘9        | Баговское сельское поселение       |
| 9  | Бурный           | посёлок                 | ↘34       | Псебайское городское поселение     |
| 10 | Весёлый          | хутор                   | ↗231      | Мостовское городское поселение     |
| 11 | Восточный        | посёлок                 | ↘1092     | Краснокутское сельское поселение   |
| 12 | Высокий          | хутор                   | ↗121      | Мостовское городское поселение     |
| 13 | Губская          | станица                 | ↘3190     | Губское сельское поселение         |
| 14 | Дятлов           | хутор                   | ↘109      | Переправненское сельское поселение |
| 15 | Заречное         | село                    | ↘165      | Шедокское сельское поселение       |
| 16 | Кизинка          | хутор                   | ↘19       | Баговское сельское поселение       |
| 17 | Кировский        | посёлок                 | ↘3        | Псебайское городское поселение     |
| 18 | Костромская      | станица                 | ↘1772     | Костромское сельское поселение     |
| 19 | Красный Гай      | хутор                   | ↗85       | Переправненское сельское поселение |
| 20 | Красный Кут      | хутор                   | ↘226      | Краснокутское сельское поселение   |
| 21 | Махошевская      | станица                 | ↘1574     | Махошевское сельское поселение     |
| 22 | Никитино         | посёлок                 | ↘24       | Псебайское городское поселение     |
| 23 | Новотроицкий     | хутор                   | ↗38       | Ярославское сельское поселение     |
| 24 | Первомайский     | хутор                   | ↗294      | Мостовское городское поселение     |
| 25 | Перевалка        | посёлок                 | ↘467      | Псебайское городское поселение     |
| 26 | Переправная      | станица                 | ↗3261     | Переправненское сельское поселение |
| 27 | Пролетарский     | хутор                   | ↗242      | Мостовское городское поселение     |
| 28 | Садовый          | хутор                   | ↗93       | Мостовское городское поселение     |
| 29 | Свободный Мир    | хутор                   | ↘180      | Переправненское сельское поселение |
| 30 | Северный         | хутор                   | ↘327      | Краснокутское сельское поселение   |
| 31 | Славянский       | хутор                   | ↘735      | Унароковское сельское поселение    |
| 32 | Солёное          | село                    | ↘1353     | Андрюковское сельское поселение    |
| 33 | Узловой          | посёлок                 | ↘431      | Баговское сельское поселение       |
| 34 | Ульяново         | хутор                   | ↘8        | Костромское сельское поселение     |
| 35 | Унароково        | село                    | ↘2011     | Унароковское сельское поселение    |
| 36 | Хамкетинская     | станица                 | ↘449      | Губское сельское поселение         |
| 37 | Центральный      | хутор                   | ↗285      | Переправненское сельское поселение |
| 38 | Шедок            | село                    | ↘2883     | Шедокское сельское поселение       |
| 39 | Ярославская      | станица                 | ↘4997     | Ярославское сельское поселение     |

## Экономика
Основу экономического потенциала Мостовского района составляет его строительный комплекс. Многие строительные предприятия ведут в районе эффективное производство, приносящее реальные доходы в бюджет.
Геологи до сих пор открывают на территории района новые месторождения. В его недрах хранятся гигантские запасы известняков, кирпичных и керамзитовых глин, песчано-гравийных смесей. Здесь есть мрамор, гипс, соль, марганцевые руды, компоненты для производства цемента. В общем объеме производства более 60 % составляет продукция стройиндустрии. Крупнейшим предприятием отрасли является ООО «КНАУФ ГИПС КУБАНЬ».

### Транспорт
По территории района проходит железная дорога, есть развитая сеть автомобильных дорог.

## Достопримечательности
Район славный памятниками археологии: здесь обнаружены самые древние на всем Северном Кавказе останки неандертальцев вблизи станицы Баракаевской, в Монашенской и Баракаевской пещерах Губского ущелья. Есть остатки древних городищ в околицах некоторых станиц. В горном массиве Ятиргварта найдены петроглифы — наскальные надписи и рисунки, оставленные рукой первобытного человека (III тысячелетие до н. э.).
До второй половины XIX века южная часть территории района была заселена абазинами (багами, баракаями, чаграями), северная — черкесами (бесленеевцами).